# NGC 1873
NGC 1873 هي مجرة تتبع كوكبة أبو سيف. اكتشفها جون هيرشل في 2 يناير 1837.

## روابط خارجية
- NGC 1873 على موقع ويكي سكاي: DSS2, SDSS, GALEX, IRAS, Hydrogen α, X-Ray, Astrophoto, Sky Map, Articles and images